# گورستان که رنگی
قبرستان که رنگی مربوط به سده‌های متاخر دوران‌های تاریخی پس از اسلام است و در شهرستان هرسین، بخش مرکزی، دهستان حومه، ۶۰۰م جنوب غربی روستای چغا سعید واقع شده و این اثر در تاریخ ۲۶ اسفند ۱۳۸۷ با شمارهٔ ثبت ۲۵۴۲۰ به‌عنوان یکی از آثار ملی ایران به ثبت رسیده است.